# Eutypa aspera
Eutypa aspera är en svampart som först beskrevs av Nitschke, och fick sitt nu gällande namn av Karl Wilhelm Gottlieb Leopold Fuckel 1870. Eutypa aspera ingår i släktet Eutypa och familjen Diatrypaceae.   Inga underarter finns listade i Catalogue of Life.